# Cruzeiro (Währung)
Cruzeiro (Währungssymbol: ₢ (Unicode 0x20A2); Plural: „Cruzeiros“) war der Name verschiedener Währungen in Brasilien.

## Geschichte
Der Cruzeiro wurde 1942 aufgrund der damals schon sehr hohen Inflationsrate im Rahmen einer Währungsreform eingeführt und löste den seit 1690 gebräuchlichen ursprünglichen Real im Verhältnis von 1000 Réis zu 1 Cruzeiro ab.

Eine Ein-Cruzeiro-Banknote (1970–1986)

1967 wurde dieser erste Cruzeiro vom Neuen Cruzeiro (portugiesisch Cruzeiro Novo) zum Umrechnungskurs 1000 (alte) Cruzeiro = 1 Neuer Cruzeiro abgelöst, der dann 1970 in Cruzeiro (ISO-Code: BRB) zurückbenannt wurde.
1986 wurde der zweite Cruzeiro vom Cruzado (ISO-Code: BRC, Umrechnung: 1000 BRB = 1 BRC) abgelöst.
Dem Cruzado folgte 1989 der Neue Cruzado (ISO-Code: BRN, Umrechnung: 1000 BRC = 1 BRN).
1990 löste der Dritte Cruzeiro (portugiesisch Terceiro Cruzeiro, ISO-Code: BRE) den Neuen Cruzado im Verhältnis 1:1 ab.
Dem Dritten Cruzeiro folgte 1993 dann der Cruzeiro Real (ISO-Code: BRR, Umrechnung: 1000 BRE = 1 BRR), auf den bereits 1994 der heute (2025) noch gültige Real (ISO-Code: BRL, Umrechnung: 2750 BRR = 1 BRL) folgte.

## Tabellarische Übersicht der Währungen Brasiliens
| Zeit      | Währung           | ISO-Code | Umtauschkurs        | Umtauschkurs                  |
| Zeit      | Währung           | ISO-Code | zur vorigen Währung | zum urspr. Real               |
| --------- | ----------------- | -------- | ------------------- | ----------------------------- |
| 1690–1942 | Real (pl.: Réis)  | –        |                     |                               |
| 1942–1967 | (1.) Cruzeiro     | –        | 1000 : 1            | 1000 : 1                      |
| 1967–1970 | Cruzeiro novo     | –        | 1000 : 1            | 1.000.000 : 1                 |
| 1970–1986 | (2.) Cruzeiro     | BRB      | 1 : 1               | 1.000.000 : 1                 |
| 1986–1989 | Cruzado           | BRC      | 1000 : 1            | 1.000.000.000 : 1             |
| 1989–1990 | Cruzado novo      | BRN      | 1000 : 1            | 1.000.000.000.000 : 1         |
| 1990–1993 | (3.) Cruzeiro     | BRE      | 1 : 1               | 1.000.000.000.000 : 1         |
| 1993–1994 | Cruzeiro real     | BRR      | 1000 : 1            | 1.000.000.000.000.000 : 1     |
| seit 1994 | Real (pl.: Reais) | BRL      | 2750 : 1            | 2.750.000.000.000.000.000 : 1 |